# Ломна (Словаччина)
Ломна (словац. Lomná) — село, громада округу Наместово, Жилінський край. Кадастрова площа громади — 21,56 км².
Населення 940 осіб (станом на 31 грудня 2018 року).

## Історія
Ломна згадується 1600 року.

## Населення
| Рік:            | 1994. | 2004.    | 2014.    | 2024.   |
| --------------- | ----- | -------- | -------- | ------- |
| Кількість осіб: | 700   | 785      | 887      | 966     |
| Різниця:        |       | +12,14 % | +12,99 % | +8,90 % |

| Рік:            | 2023. | 2024.   |
| --------------- | ----- | ------- |
| Кількість осіб: | 961   | 966     |
| Різниця:        |       | +0,52 % |